# Diphasia tetraglochina
Diphasia tetraglochina is een hydroïdpoliep uit de familie Sertulariidae. De poliep komt uit het geslacht Diphasia. Diphasia tetraglochina werd in 1907 voor het eerst wetenschappelijk beschreven door Billard. 